# Łojciowszczyzna
Łojciowszczyzna (biał. Лойцеўшчына; ros. Лойтевщина) − wieś na Białorusi, w obwodzie grodzieńskim, w rejonie oszmiańskim, w sielsowiecie Kolczuny.

## Historia
W czasach zaborów wieś i folwark w gminie Holszany, w powiecie oszmiańskim, w guberni wileńskiej Imperium Rosyjskiego. W 1905 roku wieś liczyła 82 mieszkańców, 66 dziesięcin, folwark 15 mieszkańców, 66 dziesięcin, własność Opanelów i Jagminów.
W latach 1921–1945 wieś i folwark leżały w Polsce, w województwie wileńskim, w powiecie oszmiańskim, w gminie Holszany.
W 1931 wieś w 16 domach zamieszkiwało 77 osób, folwark w 3 domach 15 osób.
Wierni należeli do parafii rzymskokatolickiej w Holszanach. Miejscowość podlegała pod Sąd Grodzki w Holszanach i Okręgowy w Wilnie; właściwy urząd pocztowy mieścił się w Holszanach.